# Hematologia
Hematologia é o ramo da biologia  e especialidade clínica que estuda o sangue dos demais animais com sistema circulatório fechado. A palavra é composta pelos radicais gregos: Haima (de haimatos), "sangue" e lógos, "estudo, tratado, discurso".
A hematologia estuda, principalmente, os elementos figurados do sangue: hemácias (glóbulos vermelhos), leucócitos (glóbulos brancos) e plaquetas. Estuda, também, a produção desses elementos e os órgãos onde eles são produzidos (órgãos hematopoiéticos): medula óssea, baço e linfonodos.
Além de estudar o estado de normalidade dos elementos sanguíneos e dos órgãos hematopoiéticos, estuda as doenças a eles relacionadas.

## Hematologia humana

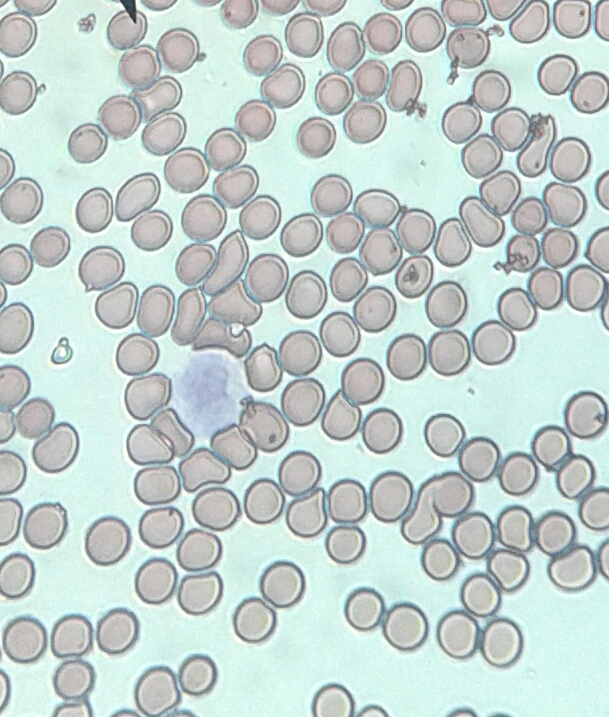
Microscopia de sangue humano. É evidente glóbulos vermelhos e brancos, com e sem núcleos.

A especialidade médica responsável por essa área é a da hematologia e hemoterapia. Médicos especializados em hematologia são conhecidos como hematologistas. O trabalho de rotina inclui principalmente o cuidado e o tratamento de pacientes com doenças hematológicas, embora alguns podem também trabalhar no laboratório de hematologia com a visualização de laminas de sangue e de medula óssea sob o microscópio , interpretando vários resultados de testes hematológicos. Hematologia é uma sub-especialidade da clinica médica muito ligada com a oncologia, tratando doenças como leucemia e linfoma. Hematologistas podem se especializar ainda mais ou têm interesses especiais, por exemplo, em:
- o tratamento de distúrbios hemorrágicos, tais como a hemofilia e púrpura trombocitopênica idiopática
- tratamento de malignidades hematológicas, tais como linfoma e de leucemia
- tratamento de hemoglobinopatias
- ciência da transfusão de sangue e o trabalho de um banco de sangue
- medula óssea e transplante de células tronco

No Brasil , para se tornar um médico hematologista  é necessário , após a faculdade,  fazer 2 anos de especialização em clinica médica. Após isso é necessário fazer mais um processo seletivo de acesso a especialidade de hematologia e hemoterapia, com duração de mais 2 anos, totalizando assim ao menos 10 anos de formação em tempo integral e dedicação exclusiva.
Após esse tempo o médico hematologista ainda poderá fazer mais 1 ano em alguma área relacionada como por exemplo transplante de medula óssea.

## Doenças hematológicas
Algumas doenças hematológicas incluem:
- Anemias:
  - anemia ferropriva
  - anemia megaloblástica
  - anemia perniciosa
  - anemia aplástica
  - anemia de Fanconi
  - anemia hemolítica, entre outras.
- Hemoglobinopatias:
  - doença falciforme
  - talassemias
  - hemoglobinopatia C
  - hemoglobinopatia SC, entre outras.
- Coagulopatias:
  - púrpura trombocitopênica imunológica (PTI)
  - púrpura trombocitopênica trombótica (PTT)
  - coagulação intravascular disseminada (CIVD)
  - hemofilias
  - doença de von Willebrand
  - Trombastenia de Glanzmann
  - trombofilias, entre outras.
- Doenças hematológicas clonais:
  - hemoglobinúria paroxística noturna (HPN)
  - linfomas
  - leucemias:
    - leucemia mielóide aguda (LMA)
    - leucemia mielóide crônica (LMC)
    - leucemia linfóide aguda (LLA)
    - leucemia linfóide crônica (LLC)
    - leucemia aguda bifenotípica

  - mieloma múltiplo, plasmocitoma
  - síndromes mielodisplásicas
  - policitemia vera, trombocitemia essencial, mielofibrose idiopática, entre outras.

## Exames laboratoriais
Exames utilizados na investigação hematológica incluem:
- Hemograma
- Mielograma
- Velocidade de hemossedimentação (VHS)
- Tempo de tromboplastina parcial ativada (TTPA)
- Tempo de protrombina
- Fibrinogênio
- Dímeros-D
- dosagens de fatores de coagulação, entre outros.